# Regius Professor of Greek (Oxford)
 For alternative betydninger, se Regius Professor of Greek. (Se også artikler, som begynder med Regius Professor of Greek)
Regius Professorship of Greek, indstiftet omtrent 1541, er et af de ældste professorater ved universitetet i Oxford.
Professoratet blev indstiftet af Henrik VIII, som samtidigt instiftede yderligere fire stillinger som Regius Professor.

## Indehavere
- John Harpsfield, omtrent 1541–1545
- George Etherege, 1547–1550
- Giles Lawrence, 1551–1553
- George Etherege, genindsat, 1553–1559
- Giles Lawrence, genindsat, 1559–1584 eller 1585
- John Harmar den ældre, 1585–1590
- Henry Cuffe, 1590–1597
- John Perin, 1597–1615
- John Hales, 1615–1619
- John Harrys, 1619–1622
- John South, 1622–1625
- Henry Stringer, 1625–1650
- John Harmar den yngre, 1650–1660
- Joseph Crowther, 1660–1665
- William Levinz, 1665–1698
- Humphrey Hody, 1698–1705
- Thomas Milles, 1705–1707
- Edward Thwaytes, 1707–1711
- Thomas Terry, 1712–1735
- John Fanshawe, 1735–1741
- Thomas Shaw, 1741–1751
- Samuel Dickens, 1751–1763
- William Sharp, 1763–1782
- John Randolph, 1782–1783
- William Jackson, 1783–1811
- Thomas Gaisford, 1811–1855
- Benjamin Jowett, 1855–1893
- Ingram Bywater, 1893–1908
- Gilbert Murray, 1908–1936
- Eric Robertson Dodds, 1936–1960
- Hugh Lloyd-Jones, 1960–1989
- Peter J. Parsons, 1989–2003
- Christopher Pelling, 2003–2015
- Gregory Hutchinson, 2015-